# Gallia Comata
|  | Dieser Artikel oder Abschnitt wurde wegen inhaltlicher Mängel auf der Qualitätssicherungsseite des Projekts Kelten eingetragen. Dies geschieht, um die Qualität der Artikel aus diesem Themengebiet auf ein akzeptables Niveau zu bringen. Bitte hilf mit, die Mängel dieses Artikels zu beseitigen, und beteilige dich an der Diskussion! |

Gallia Comata (lateinisch (lang)haariges Gallien – benannt nach der Haarpracht der Bewohner) war die römische Bezeichnung für den im Gallischen Krieg 59–53 v. Chr. unter Gaius Julius Caesar eroberten Teil Galliens. Sie wurde jedoch administrativ noch nicht vollwertig in das Römische Reich, als Provinz eingegliedert. Die Provinz blieb verhältnismäßig ruhig während des Bürgerkrieges von Caesar gegen Pompeius und dem Senat.
Kurz nach den Wirren durch die Ermordung Caesars bildete sich Ende 43 v. Chr. eine Allianz aus Caesars ehemaligem Reiteroberst und damaligen Pontifex Maximus Marcus Aemilius Lepidus, seinem ehemaligen Legaten Marcus Antonius und seinem Adoptivsohn und Großneffen, Octavian. Gallia Comata wurde Antonius bei der Bildung des Zweiten Triumvirates zugesprochen. Nach der Schlacht bei Philippi 42 v.Chr gegen die Caesarenmörder konnte Antonius seine Stellung nicht nur wahren, sondern ausbauen. Er wurde zusätzlich Statthalter von Gallia Narbonensis. Im Vertrag von Misenum 39. v. Chr. bekam Octavian die Region zugeteilt. Am 13. Januar 27 v. Chr. wurde das Gebiet im Zuge der Neuordnung der Provinzen unter dem ersten Kaiser Augustus (Octavian) in das Römische Reich integriert.
Das Gebiet wurde in drei Provinzen aufgeteilt:
- Gallia Lugdunesis, das größte Teilstück Galliens
- Gallia Belgica, das in etwa das heutige Belgien und Nordfrankreich umfasst
- Gallia Aquitania, das in etwa der heutigen französischen Region Nouvelle-Aquitaine entspricht